# Thonberg (Waffenbrunn)
Thonberg ist ein Gemeindeteil der Gemeinde Waffenbrunn im Landkreis Cham des Regierungsbezirks Oberpfalz im Freistaat Bayern.

## Geografie
Thonberg liegt auf dem Osthang des gleichnamigen, 569 Meter hohen Berges, 3 Kilometer nördlich von Waffenbrunn zwischen der Staatsstraße 2146 und der Bundesstraße 22 mit jeweils 2 Kilometern Abstand zu diesen Straßen. Westlich von Thonberg fließt der Himmelmühlbach nach Südosten dem Katzbach zu, in den er südlich der Schnabelmühle mündet. Nordöstlich von Thonberg erhebt sich der 651 Meter hohe Kirchbühl, der die Burg Darstein trug. Heute steht dort noch die ehemalige Burgkapelle. Südwestlich von Thonberg befindet sich ein ausgedehntes Waldgebiet, in dem der Standortübungsplatz Cham-Waffenbrunn liegt.

## Geschichte
Thonberg (auch: Domberg) hatte 1752 9 Anwesen, darunter eine Gemeinde-Hüthaus. Die Eigentümer hießen Hauser, Stadler, Hirmer, Maurer, Weber, Lang, Sommerer.
1808 wurde die Verordnung über das allgemeine Steuerprovisorium erlassen. Mit ihr wurde das Steuerwesen in Bayern neu geordnet und es wurden Steuerdistrikte gebildet. Dabei kam Thonberg zum Steuerdistrikt Obernried. Der Steuerdistrikt Obernried bestand aus den Ortschaften Obernried, Darstein, Himmelmühle, Kuglhof, Thonberg. 1821 wurden im Landgericht Cham Gemeinden gebildet. Dabei wurde Obernried landgerichtsunmittelbare Gemeinde. Sie war mit dem Steuerdistrikt Obernried identisch. Ab 1867 gehörten zur Gemeinde Obernried die Orte Darstein, Himmelberg, Himmelmühle, Klinglmühle, Kuglhof, Obernried, Sonnhof und Thonberg.
Bei der Gebietsreform in Bayern wurde 1972 die Gemeinde Obernried in die Gemeinden Waffenbrunn eingemeindet.
Thonberg gehörte zunächst zur Pfarrei Pemfling. 1922 wurde es in die Pfarrkuratie St. Laurentius Grafenkirchen umgepfarrt. 1997 hatte Thonberg 16 Katholiken.

## Einwohnerentwicklung ab 1838
| Jahr | Einwohner | Gebäude |
| ---- | --------- | ------- |
| 1838 | 49        | 9       |
| 1861 | 71        | 17      |
| 1871 | 55        | 27      |
| 1885 | 50        | 8       |
| 1900 | 38        | 6       |
| 1913 | 26        | 4       |

| Jahr | Einwohner | Gebäude |
| ---- | --------- | ------- |
| 1925 | 39        | 5       |
| 1950 | 41        | 6       |
| 1961 | 39        | 6       |
| 1970 | 30        | k. A.   |
| 1987 | 28        | 7       |
| 2011 | 32        | k. A.   |

## Wüstung Himmelmühle
400 Meter südlich von Thonberg befindet sich am Himmelmühlbach die frühneuzeitliche Wüstung Himmelmühle⊙. Sie ist als Bodendenkmal ausgezeichnet mit der Denkmalnummer D-3-6741-0140.
Himmelmühle hatte 1752 4 Anwesen, darunter die Mühle. In der Kirchenmatrikel von 1838 war Himmelmühle als Teil der Pfarrei Pemfling mit 37 Einwohnern und 5 Wohngebäuden verzeichnet. 1961 war Himmelmühle amtlich benannter Ortsteil von Obernried mit 8 Einwohnern und 2 Wohngebäuden. 1970 wurde Himmelmühle noch als unbewohnter amtlich benannter Ortsteil von Waffenbrunn aufgeführt.

## Ödschloss
1 Kilometer südwestlich von Thonberg befindet sich der mittelalterliche Burgstall Ödschloss. Er ist als Bodendenkmal mit der Denkmalnummer D-3-6741-0069 ausgezeichnet.